# Le Havre
Le Havre este un oraș în Franța, sub-prefectură a departamentului Seine-Maritime, în regiunea Normandia, al doilea port al Franței după Marsilia și cel mai mare port francez de containere.

## Nume
Denumirea franceză originară de „Le Havre de Grâce” s-a preschimbat în timp în Le Havre („portul”).

## Istorie
La 7 februarie 1517, regele Francisc I a dat ordin amiralului Guillaume de Bonnivet să construiască un port "într-un loc sigur și convenabil". Astfel a apărut Le Havre, acolo unde înainte nu era nimic. Alături de dorința de a asigura protecția flotei de război, motivul întemeierii noii așezări a fost și înnămolirea portului Harfleur, cândva foarte important. În orașul nou apărut, s-au stabilit cu plăcere negustorii și marinarii. La Havre, al cărui teritoriu s-a mărit în secolul al XVII-lea, pe vremea cardinalului Richelieu, a căpătat o imporatnță tot mai mare. În secolul al XIX-lea, în perioada celui de-al Doilea Imperiu, orașul și-a schimbat caracterul devenind dintr-o așezare burgheză una industrială. Din acest motiv a fost ținta aviației germane în timpul celui de-al Doilea Război Mondial. Ca urmare a bombardamentelor din septembrie 1944, centrul orașului a fost transformat în ruine.
Centrul istoric vechi al orașului Le Havre a fost înscris în anul 2005 pe lista patrimoniului cultural mondial UNESCO.

## Educație
- École de management de Normandie

## Personalități născute aici
- Jacques-Henri Bernardin de Saint-Pierre (1737 - 1814), scriitor, botanist;
- Alfred-Louis Brunet-Debaines (1845 - 1939), pictor, desenator, gravor;
- Louis Archinard (1850 - 1932), general al celei de-a Treia Republică Franceză.